# Ти си моја судбина
Ти си моја судбина (шп. Mi destino eres tú) мексичка је теленовела, продукцијске куће Телевиса, снимана 2000.
У Србији је приказивана 2001. на телевизији Кошава.

## Синопсис
Андреа Сан Висенте је млада девојка. Страствена и праведна, бори се за оне који не могу сами да се бране. Та страст довешће је до њене прошлости, о којој ништа не зна. Живи са ујаком Анселмом и ујном Сулемом, која јој је испричала да су јој родитељи настрадали у саобраћајној несрећи, али истина је потпуно другачија. Инсистирајући на томе да јој буде захвална што су њу и њену сестру Ђину прихватили и отхранили, Сулема је себи обезбедила да је Андреа доживотно издржава.
Андреа се заљубљује у Рамира, богатог младића, али када је требало да се венчају суочили су се многим препрекама – противљењем његовог оца и лажима његове бивше девојке Софије. Ипак, када коначно реше све неспоразуме и венчају се, судбина ће се грубо поиграти са њима. Наиме, током меденог месеца, након прве брачне ноћи, Рамиро изненада умире, а Андреа остаје сама и незаштићена, суочена са судбином каквој се никада није надала.
Када је сахранила Рамира, била је убеђена да је са њим покопала и своју срећу и могућност да поново буде срећна… али погрешила је! Мада се томе није надала, Андреа упознаје два мушкарца – младог и амбициозног богаташа Маурисија и адвоката Едуарда, али само један од њих је њена судбина… На путу среће мораће да се суочи са бројним препрекама која ће јој постављати главна супарница, Едуардова супруга Ема и Маурисов отац Аугусто.

## Улоге
| Глумац:                 | Улога:                              |
| ----------------------- | ----------------------------------- |
| Лусеро                  | Андреа Сан Висенте                  |
| Хорхе Салинас           | Едуардо Риваденеира                 |
| Сусана Сабалета         | Ема Пиментел                        |
| Маурисио Ислас          | Рамиро Галиндо Суарез               |
| Хаиме Камил             | Маурисио Родригез Калдерон          |
| Жаклин Андере           | Нурија дел Енсино де Риваденеира    |
| Хулио Алеман            | Аугусто Родригез Франко             |
| Силвија Пасквел         | Сулема Фернандез                    |
| Азела Робинсон          | Исаура Бекер                        |
| Хорхе Рејносо           | Хенаро Хил                          |
| Хорхе Муниз             | Отац Родриго                        |
| Синтија Клитбо          | Амара Трухиљо                       |
| Орландо Кари            | Енрике Сан Висенте Ордонез          |
| Патси                   | Клаудија                            |
| Наталија Стрејгнард     | Софија Девеса Лејва                 |
| Хорхе Варгас            | Ектор Валдерама                     |
| Лорена Ерера            | Олга Рамос Морет                    |
| Магда Гузман            | Нана Нина                           |
| Кармелита Гонзалез      | Асунсион Риваденеира                |
| Хан                     | Фернандо Риваденеира Дел Енсино     |
| Мигел Анхел Бијађо      | Сесар Бекер Родригез                |
| Луис Бајард             | Самуел Галиндо Бетанкурт            |
| Рајмундо Капетиљо       | Серхио Риваденеира                  |
| Силвија Марискал        | Марија Суарез де Галиндо            |
| Ектор Ортега            | Анселмо Санћез Перез                |
| Ана Марија Агире        | Тереса Тере дел Алба                |
| Гиљермо Агилар          | Гаспар Линарес Савал                |
| Антонио Алварез         | Луис                                |
| Ампаро Арозамена        | Чонита                              |
| Силвија Еухенија Дербез | Хулијана Родригез Калдерон          |
| Мигел Галван            | Еваристо Рејес Ернандез             |
| Маријана Кар            | Ирена                               |
| Лусеро Леон             | Елена Пиментел                      |
| Шејла Тадео             | Селија Лопез Ернандез               |
| Шерлин                  | Хеорхина Хина Сан Висенте Фернандез |
| Габријел Сото           | Николас                             |
| Абрахам Ставанс         | Франсиско Кансеко                   |
| Андреа Торе             | Магдалена Магда Санчез Фернандез    |
| Андреа Лагунес          | Химена Риваденеира Пиментел         |
| Косме Алберто           | Хуан Хуанчо Рејес Солис             |
| Хоакуин Кордеро         | Хосе Игнасио Риваденеира Орендаин   |
| Марија Сорте            | Ампаро Калдерон де Родригез         |
| Марија Долорес          | Олива Маргарита                     |
| Алехандра Ортега        | Лаура                               |
| Далилу Поланко          | Ноеми                               |
| Андрес Пуентес Јуниор   | Рикардо Рејес Солис                 |
| Џесика Салазар          | Лурдес Лулу                         |
| Серхио Салдивар         | Данијел Салазар                     |
| Суси Лу                 | Гвадалупе Лупита Рејес Солис        |
| Франсиско Авендано      | Густаво Бекер                       |
| Висенте Ерера           | Дет. Зунига                         |
| Габријеле Баез          | Дијана Солис де Рејес               |
| Ернесто Диос            | Инспектор Монтано                   |
| Раул Кастељано          | Алфредо Рамирез Ортиз               |
| Габријел де Сервантес   | Марко Рамирез Ортиз                 |
| Фернанда Чабат          | Вивијана Виви Легорета Дел Алба     |
| Дулсе Марија            | Нурија (тинејџерка)                 |